# Словарь терминов петанка
Список наиболее часто используемых терминов и понятий петанка, в том числе неофициальных.

## Основные определения
| 0—9 А Б В Г Д Е Ё Ж З И К Л М Н О П Р С Т У Ф Х Ц Ч Ш Щ Э Ю Я |

### А
- Аут — граница поляны либо любое препятствие на ней. Попавший в аут шар не принимает дальнейшего участия в гейме. Попадание кошонета в аут приводит к немедленному окончанию гейма.

### Б
- Биберон — ситуация, при которой расстояние между шаром и кошонетом меньше диаметра кошонета. В более узком смысле — ситуация, когда шар касается кошонета.
- Бить — выполнять шут.
- Бушон — то же, что кошонет.

### В
- Вкатить — при выполнении пойнта расположить шар ближе к кошонету, чем другие шары. См. также катить.
- Войти — то же, что вкатить.

### Г
- Гейм — часть партии, в течение которой все броски совершаются из одного круга. Завершается, когда обе команды бросили все свои шары или когда кошонет ушел в аут. По итогам гейма одна из команд получает очки. Число геймов в партии заранее неизвестно.

### Д
- Джек — то же, что кошонет.
- Дуплет — команда из двух человек. Каждый участник играет тремя шарами.

### И
- Играющий шар — шар, находящийся ближе к кошонету, чем любой шар противника.

### К
- Каро — результат выполнения шута в железо, когда выбиваемый шар уходит в аут, а выбивающий остается на его месте, смещаясь не более чем на 15-20 см. Иногда каро считают только чистое каро, а каро с любым смещением относят к пале.
- Каро с откатом — особый случай каро, когда выбивающий шар смещается назад, располагаясь при этом ближе к кошонету, чем находился выбиваемый шар.
- Каскет — ошибка при выполнении шута в железо, при которой бьющий шар падает на выбиваемый шар сверху и уходит в аут, при этом выбиваемый шар остается на месте.
- Катить — выполнять пойнт. См. также вкатить.
- Квадроплет — команда из четырёх человек. Каждый участник играет двумя шарами. Официальные соревнования среди квадроплетов не проводятся.
- Кошонет — сделанный из специального материала (обычно из дерева) окрашенный шарик диаметром 3 см, бросаемый первым в каждом гейме и являющийся целью, максимально близко к которой надо расположить свои шары. Иногда применяется сокращенное название кош или кошон.
- Крокодилы — шары, имеющие очень много насечек.
- Круг
  - Нарисованная на земле окружность диаметром примерно 50 см, обозначающая место, с которого будут совершаться броски в текущем гейме.
  - Сделанное, как правило, из пластмассы кольцо с внутренним диаметром 50 см, позволяющее не рисовать круг в каждом гейме, а обозначать его. Правильное название — «круг-шаблон».

### Л
- Лысые шары — шары, не имеющие насечек. Предпочтительны для тира.

### М
- Мидл — специализация игрока в триплетах или квадроплетах: игрок, в зависимости от ситуации в гейме выполняющий пойнт или шут.

### Н
- Насечки — специальные углубления на шаре, сделанные фабричным способом, улучшающие сцепление шара с грунтом. Также иногда помогают в идентификации шара.

### О
- Остаться — результат выполнения шута, когда бьющий шар после столкновения останавливается в точке, расположенной ближе к кошонету, чем любой из шаров соперника.
- Отрезать — при выполнении пойнта не вкатить, но уменьшить число шаров противника, приносящих очки.

### П
- Пале — результат выполнения шута в железо, когда выбиваемый шар уходит в аут, а выбивающий, сместившись больше чем на 15-20 см, остается играющим шаром.
- Партия — Последовательность геймов, заканчивающаяся в тот момент, когда одна из команд наберет 13 очков, либо по истечении установленного времени.
- Первый пойнт
  - Первый бросок шара в каждом гейме. По определению, пойнт.
  - Игрок команды, выполняющий в течение партии первый пойнт своей команды.
- Передать (ход)
  - Любым способом сделать так, чтобы свой шар оказался ближайшим к кошонету.
  - То же, что вкатить. Обычно применяется по отношению к неудачно брошенному шару, который, тем не менее, оказался ближайшим к кошонету.
- Петанк — игра, заключающаяся в бросании металлических шаров на точность с места. Название происходит от провансальского «ped tanco», что означает «ноги вместе».
- Пойнт — бросок с целью поставить свой шар в определённую точку (например, максимально близко к кошонету).
- Пойнтер
  - Игрок, выполняющий пойнт.
  - Игрок, чья игровая специализация — пойнт.
- Поляна — ограниченная или неограниченная территория, на которой проходит отдельный гейм или партия в целом.
- Помечать положение — делать на грунте отметки, позволяющие вернуть шар, кошонет или круг на место в случае их непроизвольного смещения. Как правило, положение помечается двумя короткими штрихами, позволяющими однозначно вернуть сдвинутый объект на место.
- Поставить — то же, что вкатить.
- Прижаться — в результате выполнения пойнта расположить шар вплотную к другому шару (обычно шару соперника).

### Р
- Расширить (радиус) — результат выполнения броска, когда шар противника остается первым, но расстояние между ним и кошонетом увеличивается.
- Ролл — способ выполнения шута с прокатом, когда шутер осознанно увеличивает дистанцию проката. Повышает вероятность остаться, снижает вероятность ухода выбиваемого шара в аут.

### С
- Свой шар — любой шар, принадлежащий команде игрока.
- Сингл — игрок, играющий партию «один на один» (иначе говоря — команда из одного человека). Играет тремя шарами.
- Ставить — то же, что катить.
- Стоять
  - (о шаре) Находится к кошонету ближе других шаров.
  - (о команде) Команда, которой принадлежит шар, находящийся ближе других к кошонету.

### Т
- Тет-а-тет — соревнования среди синглов.
- Тир
  - То же, что шут.
  - Соревнование на выбивание шаров. Проводится путем выполнения игроками последовательности заранее определённых упражнений с различных дистанций.
- Тирщик — то же, что шутер.
- Толкать — изменять бросаемым шаром положение ранее брошенного шара. По отношению к своему шару обычно употребляется в форме вталкивать (приближать к кошонету), по отношению к чужому — выталкивать или отталкивать (удалять от кошонета).
- Триплет — команда из трёх человек. Каждый участник играет двумя шарами.

### Ф
- Фанни
  - Поражение со счетом 0:13.
  - Изображение девушки, которую, согласно традиции, должен поцеловать в обнаженные ягодицы проигравший со счетом 0:13.

### Ч
- Чистое каро — особый случай каро, когда выбивающий шар идеально точно (без смещения) занимает место выбивающего шара.
- Чужой шар — любой шар, принадлежащий команде соперника.

### Ш
- Шар на руках — шар, ещё не вступивший в игру в данном гейме (который ещё не бросали).
- Шут — бросок с целью выбивания чужого шара или кошонета.
- Шут в железо — способ выполнения шута, при котором бьющий игрок стремится попасть непосредственно в выбиваемый шар, а не в грунт перед ним.
- Шут прокатом — способ выполнения шута, при котором бьющий игрок стремится попасть не в выбиваемый шар, а приземлиться на грунт перед ним. При шуте прокатом бьющий шар докатывается до выбиваемого шара.
- Шутер
  - Игрок, выполняющий шут.
  - Игрок, чья игровая специализация — шут.

| 0—9 А Б В Г Д Е Ё Ж З И К Л М Н О П Р С Т У Ф Х Ц Ч Ш Щ Э Ю Я |